# Heatstroke
Pour plus de détails, voir Fiche technique et Distribution.
Heatstroke est un film américain d'Evelyn Purcell sorti en 2013. Ce film a été tourné en Afrique du Sud avec la participation du Ministère du commerce et de l'industrie d'Afrique du Sud.

## Synopsis
Lors d'un voyage en famille dans le désert africain, un chercheur et sa fille se déplacent involontairement de leur trajectoire et sont sauvagement attaqués par un trafiquant d'armes. La petite amie en partant à leur recherche, tombe sur la bande qui la prennent en chasse l'obligeant à survivre  dans la savane tout en tentant d'échapper aux trafiquants et aux hyènes et de protéger sa belle-fille adolescente...

## Fiche technique
- Titre Original : Heatstroke
- Réalisation : Evelyn Purcell
- Scénario : Evelyn Maude Purcell, Anne Brooksbank basé sur la nouvelle "Leave no trace" d'Hannah Nyala West
- Photographie : Ben Nott
- Décors : Emilia Roux
- Montage : Ronelle Loots
- Costumes : Melissa Busxin
- Musique : Paul Haslinger
- Casting : Mary Jo Slater
- Production : Michel Litvak, David Lancaster, David Wicht, Theuns De Wet
- Sociétés de production : Bold Films, Film Afrika Worldwide
- Sociétés de distribution : Phase 4 Films
- Format : couleur – 35mm – 2,35:1 — son Dolby Digital
- Pays :  États-Unis
- Langue : anglais
- Genre : Drame
- Durée : 91 minutes
- Date de sortie : 
  - États-Unis : 2013
  - États-Unis : 4 juillet 2014 (DVD)

## Distribution

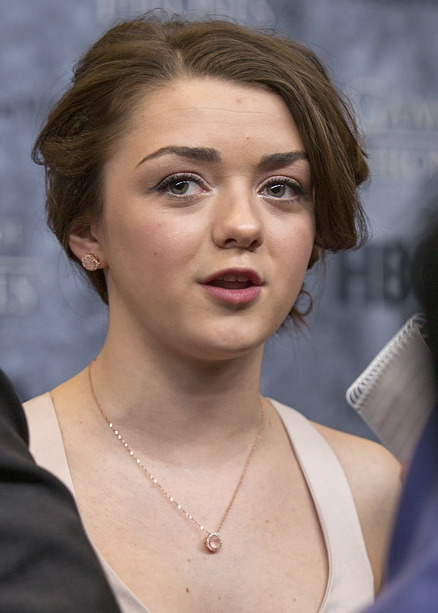
L'actrice Maisie Williams, dont c'est le premier long-métrage de cinéma.

- Stephen Dorff : Paul
- Warrick Grier : Bodley
- Svetlana Metkina : Tally
- Maisie Williams : Josie
- Peter Stormare : Mallick